# Jessica Crisp
Jessica Crisp (* 19. September 1969 in Sydney) ist eine australische Profi-Windsurferin, welche bereits Weltmeisterin war und Australien mehrfach bei Olympischen Spielen vertrat.

## Leben
Crisp repräsentierte Australien bei den Olympischen Sommerspielen 1984, bei welchen Windsurfen noch eine Demoveranstaltung war. 1993 und 1994 gewann sie drei Weltmeistertitel. Danach vertrat sie Australien bei den Olympischen Sommerspielen 2000, 2004, 2008 und 2012. 2014, 2015 und 2016 nahm sie zudem am Aloha Classic teil.

## Erfolge
- Weltmeisterin: Overall 1993, Wave 1993, Overall 1994
- Olympische Sommerspiele 2000: 5. Mistral One Design
- Olympische Sommerspiele 2004: 6. Mistral One Design
- Olympische Sommerspiele 2008: 5. RS:X
- Olympische Sommerspiele 2012: 11. RS:X